# Vysoká (kraj morawsko-śląski)
Vysoká (niem. Waissak) – gmina w Czechach, w powiecie Bruntál, w kraju morawsko-śląskim. Według danych z dnia 1 stycznia 2012 liczyła 311 mieszkańców. Vysoká leży przy granicy z Polską, a najbliższym miastem w Polsce jest leżący w odległości 8 km Prudnik.
Dzieli się na trzy części:
- Vysoká
- Bartultovice
- Pitárné

## Nazwa
Według niemieckiego językoznawcy Heinricha Adamy’ego nazwa miejscowości pochodzi od słowiańskiej nazwy określającej "wysokość". W swoim dziele o nazwach miejscowych na Śląsku wydanym w 1888 roku we Wrocławiu jako starszą od niemieckiej wymienia on nazwę w formie - Wysoka podając jej znaczenie "Hochgelegener Ort" czyli po polsku "wysoko położona miejscowość". Niemcy zgermanizowali nazwę na Waissak.